# 피아노 협주곡 5번 (베토벤)
《피아노 협주곡 5번 내림마장조, 작품 번호 73》는 루트비히 판 베토벤이 작곡한 피아노 협주곡이다. 황제, 또는 황제 협주곡이라는 부제로 가장 많이 알려져 있다.
이 작품이 만들어진 1809년은 나폴레옹의 프랑스군이 빈을 점령해 사회적으로 극도의 혼란 상태였다. 베토벤은 악화된 난청으로 인해 개인적으로 매우 힘든 시기였음에도 불구하고, 피아노 협주곡의 정점을 이루는 역작을 만들어냈다.
이 작품은 웅장한 스케일과 찬란한 색채가 인상적이며, 베토벤 특유의 강력한 피아니즘(Pianism)을 펼쳐보인다.

## 개요
이 악곡은 베토벤이 그의 작품들에 관하여 이른바 "걸작의 숲"이라고 평가받던 시기에 그의 후원자 겸 제자인 오스트리아의 루돌프 대공을 위해 쓴 것으로, 1809년에 프랑스군의 포격이 쏟아지던 매우 힘든 상황의 빈에서 완성되었다.
초연은 작곡을 마친지 약 2년 반이 지난 1811년 11월 28일에 라이프치히의 게반트하우스에서 이루어졌다. 이때 피아노 파트는 프리드리히 슈나이더가 협연했으나, 지휘는 베토벤 자신이 직접 맡았는지는 확실하지 않다(아마도 요한 필리프 크리스티안 슐츠가 지휘를 맡은 것으로 여겨진다). 이 연주회가 성공적인 것으로 평가받았던 반면, 이듬해인 1812년 2월 11일 밤에 베토벤의 제자 카를 체르니의 협연에 의해 이루어진 빈에서의 첫 연주회에서는 무지한 청중의 무덤덤한 반응을 받았다고 전해진다. 그러나, 시간이 점차 지나 연주회에서 다루어지는 빈도가 높아진 오늘날에 이르러서는 "피아노 협주곡의 왕자"라고 불리며, 역사상 최고의 작품 중 하나로 평가받고 있다.
"월광 소나타"또는 "운명 교향곡" 등의 별칭은 대체로 베토벤의 뜻과는 무관하게 그의 사후에 후세 사람들이 붙인 것이나, 이 작품의 "황제 협주곡"이라는 별칭은, 베토벤의 막역한 친구인 독일계 영국인 피아니스트 겸 출판업자 요한 밥티스트 크라머가 런던에서의 출판을 위해 붙인 것으로, 사전에 베토벤과의 교감이 이루어졌다고 판단된다.
이 악곡은 완성 이후 1811년 1월 13일에 롭코비츠 공작의 궁에서 최초로 진행된 비공개 초연에서 협연을 맡은 오스트리아의 루돌프 대공에게 헌정되었다. 악보는 1810년 11월에 먼저 런던의 클레멘티 출판사를 통해 간행되었고, 이듬해인 1811년 2월에 비로서 라이프치히의 브라이트코프 운트 헤르텔 출판사를 통해 간행되었다.

## 경위

### 스케치 및 작곡
이 악곡의 스케치는 1808년 12월 말 경에 시작되고 있다. 같은 달 얼마 전인 22일에 테아터 안 데 어 빈의 저녁 "아카데미"(독일어: Akademie, 당시에는 연주회를 아카데미라고 불렀다)에서 《피아노 협주곡 4번》과 《교향곡 5번 "운명"》, 《교향곡 6번 "전원"》 등 신작의 초연을 겸한 네 시간에 이르는 장대한 연주회를 열고 있으므로, 이 연주회의 직후에 이 악곡의 구상에 들어간 것으로 짐작할 수 있다. 연주회에서는 베토벤이 자신의 피아노 즉흥 연주로 자신의 신곡 중 하나를 발표했으며(이후 작품번호 77 이 됨), 이후에 "합창부"의 뿌리적 존재 중 하나로 알려지게 될 《합창 환상곡》의 초연 피아노 독주도 맡았다. 이러한 점에서, 당시의 연주회가 베토벤에게 이 악곡의 창작을 향한 자극을 줬다는 지적도 존재한다.
베토벤은 이듬해 1809년 4월 경까지 스케치를 완료하고, 같은 해 여름 무렵에 이르러 총보 스케치까지 작성을 하고 있었지만, 출판을 하기 위해서는 아직 1년 정도의 기간이 더 필요한 상황이었다. 그런데 이 악곡의 스케치 및 작곡에 한창이던 바로 그 해에, 때마침 나폴레옹이 이끄는 프랑스군이 베토벤이 있던 빈을 완전 포위하고, 마침내 쇤브룬 궁전을 점거했다. 이것에 대해 카를 대공이 인솔하는 오스트리아군은 분전해도 프랑스군의 기세를 막을 수 없었고, 마침내 빈 중심부가 포격을 받아, 프랑스군에 의한 빈 입성을 허락하고 말았다. 이후 프랑스 · 오스트리아 양군 간에 휴전 협정이 맺어졌으나, 당시 오스트리아 황제 프란츠를 비롯해 베토벤을 지원해 온 루돌프 대공을 비롯한 귀족들도 대거 피신을 해서 빈에서의 음악 활동은 끊기게 되었다.
이 무렵의 베토벤은 그의 집 근처에도 포탄이 떨어져 동생 카스파의 집 지하실로 피신, 불편한 생활 속에서도 작곡을 계속했지만, 참다 못해 빈의 거리를 제 것인 양 해서 걷는 프랑스군 장교와 스쳐 지나갔을 때, 장교를 향해 주먹을 불끈 치켜들며 "내가 만약 전술을 대위법만큼 잘 알고 있었다면, 한 번 혼을 내줬을텐데 말이야"라고 외치기도 했다고 한다.

### 초연과 이후
1802년으로 거슬러 올라가, 청각 장애를 우려해 "하이리겐슈타트 유서"를 쓴 베토벤은, 이후 자신이 안고 있는 난청이 악화일로로 치닫고 있었음에도, 피아노 협주곡이라는 장르에 있어서 전작 《피아노협주곡 4번》까지는 초연시 베토벤 스스로 독주를 맡아왔다. 그러나 이 악곡의 작곡 과정에서 초래된 프랑스군의 폭격음은 가뜩이나 진행 중이던 그의 난청을 보다 중증화 시켜버렸고, 결국 완성된 이 악곡의 초연에 피아노 독주자로 참여하는 것을 포기, 다른 피아니스트에게 독주를 맡기는 상황에 이르게 되었다.
첫 연주회는 1811년 1월 13일에 롭코비츠 공작의 궁에서 열린 정기연주회에서 베토벤의 제자이자 후원자였던 루돌프 대공의 독주에 의해 비공개로 실시되었다(독일에서의 처음으로 악보의 출판을 곧 앞 둔 상황이었다. 악보의 초판은 1811년 2월에 라이프치히의 브라이코프 운트 헤르텔 출판사를 통해 간행되었다). 첫 공개 연주회는 같은 해 11월 28일에 라이프치히의 게반트하우스에서의 연주회에서 요한 필리프 크리스티안 슐츠가 지휘하는 라이프치히 게반트하우스 관현악단과 함께 프리드리히 슈나이더의 협연으로 이루어졌는데, 이 공연은 작곡가에게 진정한 승리를 가져다 주었다. 1812년 1월 1일의 날짜로 발표된 위대한 학술지 《일반음악신문》에 따르면, "대중은 그들의 열정과 감사를 담기 위해 고군분투했다"라고 표현했고, 협주곡에 대해서는 "매우 독창적이고 상상력이 풍부하며 활기가 넘친다. 또한 모든 기존의 협주곡 가운데 가장 어려운 것이다"라고 묘사했다. 얼마 후인 2월 12일에는 빈의 쾰른토나토아 극장에서 베토벤의 제자 중 한 명인 카를 체르니의 독주에 의해 다시 공연이 이루어졌는데, 이 공연에 대한 평가는 불평으로  끝났다. 피아니스트인 카를 체르니는 오늘날의 피아노 교본으로 더 잘 알려진 베토벤의 제자이다. 그 당시 그는 존경받는 교수이자 작곡가였고 뛰어난 피아니스트였다. 그러나 평단은 냉혹한 비판을 내렸고, 베토벤에 대해서는 "자신의 천재성을 너무 자랑스러워 하고, 자신감을 넘어 자만에 빠져있다"고 비난했다. 사실 빈의 대중은 라이프치히의 대중보다 훨씬 보수적이고 새로운 것에 대해서 덜 개방적이었다.
이러한 영향으로 베토벤은 이 악곡을 그의 생존 중에 결코 연주하지 않았다. 게다가 베토벤은 새로운 피아노 협주곡 마저도 생존해 있는 동안 결코 써 내지 않았다. 후년에 이르러 이 악곡은 프란츠 리스트가 즐겨 연주하기 시작하면서부터 점차 진가가 알려지기 시작했고, 평단과 대중은 비로소 걸작 반열에 올려놓기 시작했다.

## "황제"라는 부제의 유래
이 악곡에 붙여진 "황제"라는 별칭(부제)은 베토벤과 거의 같은 시기의 작곡가 겸 피아니스트이면서 악보 출판 등의 사업을 하던 요한 밥티스트 크라머가 "웅혼장대함"이라던가, "위풍당당함" 같은, 이 악곡에서 느껴지는 인상에서 착안해 부여한 것으로 알려져 있으며, 베토벤의 사후, 주로 영어권에서 정착했다.
하지만, 이 "황제"라고 하는 별칭에 관해서는, 프랑스군의 공격으로 오스트리아의 황제나 베토벤의 후원자인 귀족들이 대피해 간 상황 아래에서, 부자유로운 생활을 강요당하고 있었던 베토벤 자신이 "황제"를 상기하면서 작곡을 진행했다고는 생각하기 어려우며, 가령 이 악곡의 곡상이 이 "황제"의 이미지와 결부되어 있다고 해도, 작곡 당시의 상황으로부터 생각하면 "걸맞지 않음"이라고 하지 않을 수 없다고 하는 지적도 일부 전문가들 사이에서 나오고 있다.

## 악기 편성
| 독주 악기 | 독주 악기 | 오케스트라 | 오케스트라 | 오케스트라   | 오케스트라 | 오케스트라 | 오케스트라 | 오케스트라  | 오케스트라  |
| 독주 악기 | 독주 악기 | 목관 악기  | 목관 악기  | 금관 악기    | 금관 악기  | 타악기     | 타악기     | 현악 합주단 | 현악 합주단 |
| --------- | --------- | ---------- | ---------- | ------------ | ---------- | ---------- | ---------- | ----------- | ----------- |
| 피아노    | ●         | 플루트     | 2          | 호른         | 2          | 팀파니     | ●          | 제1바이올린 | ●           |
| 기타      |           | 오보에     | 2          | 트럼펫       | 2          | 기타       |            | 제2바이올린 | ●           |
| 기타      | 클라리넷  | 2          | 기타       |              | 비올라     | 기타       | ●          |             |             |
| 기타      | 바순      | 2          | 기타       | 첼로         | ●          | 기타       |            |             |             |
| 기타      | 기타      |            | 기타       | 콘트라베이스 | ●          | 기타       |            |             |             |

## 악장 구성
이 악곡은 전3악장으로 구성되어 있으며, 총 연주 시간은 대략 40분 정도 소요된다. 베토벤의 다른 마지막 협주곡들처럼 상당히 긴 연주 시간이 소요되는 첫 번째 악장 도입 부분에서의 피아노 카덴차는 즉흥의 것이 아니라 악보대로 연주되는 것이다. 제2악장과 제3악장 사이는 쉬임 없이, 즉 아타카로 연주되고 있다.

### 제1악장. 알레그로
내림마장조, 4/4 박자, 독주 협주곡풍 소나타 형식, 20분 소요.
제1악장은 소나타 형식으로 구성되어 있으며, 장대한 규모를 자랑한다. 연주 시간은 약 20분 정도로 매우 방대하며, 다른 어떤 악장보다 두 배 이상 길다.
관례와는 달리, 제1악장은 갑작스런 피아노 독주로 시작하고 있는데, 이 부분은 도입부에 해당된다. 카덴차로 시작되고 있으며, 화려한 기교로 이루어졌다. 이 도입부는 내림마장조의 주요 3화음으로 구성되어 있으며, 음계, 트릴, 옥타브 등 다양한 기교로 펼쳐진다. 이러한 형식은 슈만, 리스트, 차이콥스키 등 낭만파 음악가들에게 커다란 영향을 주었다.
| 구조      | 구성                                               | 마디    | 조성                                                   |
| --------- | -------------------------------------------------- | ------- | ------------------------------------------------------ |
| 도입부    | 카덴차                                             | 1~10    | 내림마장조                                             |
| 제1제시부 | 제1주제-경과구-제2주제-경과구-코데타               | 11~110  | 내림마장조-내림마장조-내림마장조-내림마단조-내림마장조 |
| 제2제시부 | 제1주제-경과구-제2주제-경과구-코데타               | 111~265 | 내림마장조-내림마장조-나단조-내림마장조-내림나장조     |
| 발전부    | -                                                  | 266~361 | 사장조로 시작해서 끊임없는 전조를 통해 발전된다        |
| 재현부    | 도입부-제1주제의 재현-경과구-제2주제의 재현-경과구 | 362~496 | 내림마장조-내림마장조-내림가장조-올림다단조-내림마장조 |
| 종결부    | 코다                                               | 497~581 | 내림마장조                                             |

제시부는 전통적인 독주 협주곡의 양식에 따라 먼저 오케스트라에서 제시를 하고 피아노가 참가한다. 제2주제는 최초에 단조로 제시되었다가 본래의 장조로 이행되고 있지만, 제1제시부(오케스트라 제시부)의 경우 동주단조의 내림마단조로 제시되었다가 본래의 내림마장조로, 제2제시부(독주 제시부)의 경우 원격조의 나단조로 제시되었다가 본래의 관계조(내림나장조)로 이행되고 있다. 코데타는 제1주제를 전체 합주로 힘차게 발휘하며 화려하게 제시부를 마무리 한다.
발전부(전개부)는 목관이 제1주제를 연주하면서 시작, 호쾌하게 협주하면서 제1주제를 중심으로 전개해 간다.
재현부는 도입부로부터 재현되지만, 주제의 재현 자체는 형식대로인 것이 되고 있다.
코다에 들어가는 곳에서는 독일어로 카덴차는 불필요하다는 취지의 베토벤에 의한 지시가 있다.

### 제2악장. 아다지오 운 포코 모소
나장조, 4/4 박자(헨레 버전에서는 2/2 박자), 변주곡 형식, 7분 소요.
제1악장과는 대조적으로 차분하면서도 온화하게 흐름을 이어가는 악장으로, 베토벤이 남긴 가장 심오하고 감동적인 음악 가운데 하나이다.
전체는 3부로 이루어져 있으며, 제3부는 제1부의 변주이다. 제2부를 제1부의 변주로 해석한다면, 제2부가 제1변주, 제3부가 제2변주의 변주곡 형식이며, 그렇게 해석하지 않는다면, 제2부를 중간부로 한 복합 3부(세도막) 형식이다.
악장은 약음기를 붙인 바이올린으로 먼저 연주되고 있는데, 여기에서는 환상적인 분위기가 감돈다. 이후 피아노가 절묘한 움직임을 더해 변주되어 가고, 악장의 마지막에서는 다음 악장의 주제가 내림마장조의 피아노로 암시되어 끊김없이 그대로 제3악장으로 넘어간다. 덧붙여서, 이 부분에서는 두 개의 호른이 계속해서 같은 음을 계속 불고 있다.
베토벤의 지금까지의 협주곡에서는, 제2악장에서 목관악기의 일부, 또는 모두가 등장하지 않았지만, 이 협주곡에서는 모두가 등장하고 있다.

### 제3악장. 론도 - 알레그로 마 논 트로포
내림마장조, 6/8 박자, 소나타 형식, 10분 소요.
제3악장은 제2악장에 이어 끊김없이 연결된다. 전 악장의 마지막에 암시된 주제가 이 악장에서 다시 등장, 약동감 있는 독주의 피아노로 분명히 연주되고 있는데, 이는 론도 주제가 된다. 이 주제는 왼손의 경우 3박이 2개, 오른손의 경우 2박이 3개라고 하는 독특한 것으로, 이상한 어색함이 오히려 귀를 끌어당긴다. 그 뒤 오케스트라가 이 주제를 반복하고, 피아노가 기교적인 패시지를 내보낸 후 경쾌한 부주제를 연주한다. 론도 주제의 전개 등이 이어지고 나서는 새로운 주제도 나와 화려하게 정점을 쌓는다. 이 근처에서는 피아노의 화려한 음의 움직임이 주목할 만 하다.
피아노 트릴이 이어진 후에는 론도 주제, 부주제가 재현된다(재현부의 앞에서는 제2악장의 끝, 즉 3악장의 제시부 앞 부분을 회상하고 있다). 그 후 코다로 이어지고 피아노가 활기차게 연주해 나가지만, 마지막에 가서 피아노와 팀파니만이 남아 점점 사라지게 된다(여기에서는 팀파니가 막바지에 동음으로 반주하는 가운데 피아노가 가라앉아 가는 부분이 굉장히 인상적이다). 그러다가 소생한 듯이 힘이 되돌아오고, 피아노가 들을 만 한 장면을 만들고 나면, 웅대하게 곡이 끝맺어진다.
피아노와 관현악이 경쟁하는 협주곡 특유의 묘미를 만끽할 수 있는 이 박진감 넘치는 피날레는, 다른 협주곡에서 볼 수 있듯이 같은 주제가 여러 번 연주되고 론도 형식의 풍체를 나타내고 있으므로 론도라고 불릴 수 있겠지만, 형식적으로는 완전히 소나타 형식의 요건을 갖추고 있으므로 론도풍 소나타 형식이라고 하는 것이 옳을 것이다.

## 대중 문화에서의 사용
- 협주곡(제2악장)은 라이너 베르너 파스빈더의 1973년 영화 《미끼》에서 라이트모티프로 등장하였다.
- 협주곡(제2악장)은 피터 위어의 1975년 영화 《행잉록에서의 소풍》에서 사용되었다.
- 협주곡(제2악장)은 피터 위어의 1989년 영화 《죽은 시인의 사회》에서 사용되었다.
- 협주곡(제3악장)은 피터 위어의 1993년 영화 《공포 탈출》에 사용되었다.
- 협주곡(제2악장과 제3악장)은 버나드 로즈의 1994년 영화 《불멸의 연인》의 사운드트랙이었다.
- 협주곡은 카를로스 카레라의 2002년 영화 《아마로 신부의 범죄》에서 사용되었다.
- 협주곡의 상당 부분은 다니엘르 톰슨의 2006년 영화 《파리의 연인들》에서 샹젤리제 극장 공연 신 중 연주되었다.
- 협주곡(제2악장)은 다르덴 형제의 2011년 영화 《자전거 탄 소년》에서 음악적 지지 역할을 맡았다.
- 협주곡(제2악장)은 톰 후퍼의 2011년 영화 《킹스 스피치》에서 등장하였다.
- 협주곡은 닐 블롬캠프의 2013년 영화 《엘리시움》에서 등장하였다.
- 협주곡의 상당 부분은 2015년에서 2017년까지 방영된 미국의 SF 드라마 《센스8》의 시즌 1 에피소드 10 (2015년 방영, 감독: 더 워쇼스키스)에서 공연되었다.
- 협주곡은 세드릭 앙제의 2018년 영화 《파리 피갈》에 등장하였다.
- 협주곡(제2악장)은 2019년 대한민국 MBC 예능프로그램 《신비한TV 서프라이즈》 878회 "세계에서 가장 비싼 달걀"에서 사용되었다.

### 내용주
1. ↑  한편, 이 악곡을 들은 프랑스군 병사들 사이에서 "황제다! 황제 만세!"라는 고함 소리가 들렸다는 이야기도 전해지고 있다